# Mistrzostwa NCAA Division I w Zapasach w 1990
Mistrzostwa NCAA Division I w zapasach rozgrywane były w College Park w dniach 22–24 marca 1990 roku. Zawody odbyły się w Cole Field House, na terenie Uniwersytetu Maryland.
- Outstanding Wrestler – Chris Barnes

## Wyniki

### Drużynowo
| Kolejność | Szkoła                         | Zespół        |
| --------- | ------------------------------ | ------------- |
| 1.        | Oklahoma State University      | Cowboys       |
| 2.        | Arizona State University       | Sun Devils    |
| 3.        | University of Iowa             | Hawkeyes      |
| 4.        | Northwestern University        | Wildcats      |
| 5.        | University of Nebraska–Lincoln | Cornhuskers   |
| 6.        | Pennsylvania State University  | Nittany Lions |
| 7.        | University of Oklahoma         | Sooners       |
| 8.        | Indiana University Bloomington | Hoosiers      |

### All American

#### 118 lb
| Lp. | Zawodnik       | Szkoła         |
| --- | -------------- | -------------- |
| 1.  | Jack Griffin   | Northwestern   |
| 2.  | Zeke Jones     | Arizona State  |
| 3.  | Gary McCall    | Iowa State     |
| 4.  | Doug Wyland    | North Carolina |
| 5.  | Jeff Prescott  | Penn State     |
| 6.  | Mark Schwab    | Northern Iowa  |
| 7.  | Bobby Crawford | Missouri       |
| 8.  | Dan Vidlak     | Oregon         |

#### 126 lb
| Lp. | Zawodnik      | Szkoła         |
| --- | ------------- | -------------- |
| 1.  | Terry Brands  | Iowa           |
| 2.  | Jason Kelber  | Nebraska       |
| 3.  | Kendall Cross | Oklahoma State |
| 4.  | Dan Knight    | Iowa State     |
| 5.  | Shawn Charles | Arizona State  |
| 6.  | Adam DiSabato | Ohio State     |
| 7.  | Gary Roberts  | New Mexico     |
| 8.  | Duaine Martin | Northern Iowa  |

#### 134 lb
| Lp. | Zawodnik       | Szkoła         |
| --- | -------------- | -------------- |
| 1.  | Tom Brands     | Iowa           |
| 2.  | Dave Zuniga    | Minnesota      |
| 3.  | Chris Owens    | Oklahoma State |
| 4.  | Mark Marinelli | Ohio State     |
| 5.  | T.J Sewell     | Oklahoma       |
| 6.  | Wayne McMinn   | Arizona State  |
| 7.  | Scott Kirsch   | George Mason   |
| 8.  | Rich Santana   | Syracuse       |

#### 142 lb
| Lp. | Zawodnik        | Szkoła         |
| --- | --------------- | -------------- |
| 1.  | Joe Reynolds    | Oklahoma       |
| 2.  | Thom Ortiz      | Arizona State  |
| 3.  | Chuck Barbee    | Oklahoma State |
| 4.  | Pat Waters      | Cornell        |
| 5.  | Terry Steiner   | Iowa           |
| 6.  | Jeff Lyons      | Indiana        |
| 7.  | Paul Herrera    | Nebraska       |
| 8.  | Darren Schulman | Syracuse       |

#### 150 lb
| Lp. | Zawodnik           | Szkoła                |
| --- | ------------------ | --------------------- |
| 1.  | Brian Dolph        | Indiana               |
| 2.  | Gary Steffensmeier | Northern Iowa         |
| 3.  | Junior Saunders    | Arizona State         |
| 4.  | Tim Wittman        | Penn State            |
| 5.  | Richard Bailey     | Cal State–Bakersfield |
| 6.  | Doug Streicher     | Iowa                  |
| 7.  | Matt Demaray       | Wisconsin             |
| 8.  | Tedon Fleischman   | New Mexico            |

#### 158 lb
| Lp. | Zawodnik         | Szkoła                |
| --- | ---------------- | --------------------- |
| 1.  | Pat Smith        | Oklahoma State        |
| 2.  | Scott Schleicher | Navy                  |
| 3.  | Steve Hamilton   | Iowa State            |
| 4.  | Dan Russell      | Portland State        |
| 5.  | Ray Miller       | Arizona State         |
| 6.  | Chauncy Wynn     | Morgan State          |
| 7.  | Jeff McAllister  | Cal State–Bakersfield |
| 8.  | Dave Walter      | Purdue                |

#### 167 lb
| Lp. | Zawodnik        | Szkoła         |
| --- | --------------- | -------------- |
| 1.  | Dan St. John    | Arizona State  |
| 2.  | Brad Traviolia  | Northwestern   |
| 3.  | Bart Chelesvig  | Iowa           |
| 4.  | Steve Buddie    | Stanford       |
| 5.  | Mark Banks      | West Virginia  |
| 6.  | Robbie Hadden   | Oklahoma State |
| 7.  | Scott Chenoweth | Nebraska       |
| 8.  | Jason Suter     | Penn State     |

#### 177 lb
| Lp. | Zawodnik        | Szkoła         |
| --- | --------------- | -------------- |
| 1.  | Chris Barnes    | Oklahoma State |
| 2.  | Marty Morgan    | Minnesota      |
| 3.  | Corey Olson     | Nebraska       |
| 4.  | Mike Funk       | Northwestern   |
| 5.  | Rich Powers     | Northern Iowa  |
| 6.  | Rob Larmore     | William & Mary |
| 7.  | G.T. Taylor     | Arizona State  |
| 8.  | Joe Wypiszenski | Nebraska Omaha |

#### 190 lb
| Lp. | Zawodnik         | Szkoła                |
| --- | ---------------- | --------------------- |
| 1.  | Matt Ruppel      | Lehigh                |
| 2.  | Brooks Simpson   | Iowa                  |
| 3.  | Joe Stafford     | Oklahoma              |
| 4.  | Matt Case        | Northwestern          |
| 5.  | Chris Nelson     | Nebraska              |
| 6.  | Randy Couture    | Oklahoma State        |
| 7.  | Hamilton Munnell | Miami                 |
| 8.  | Paul Keysaw      | Cal State–Bakersfield |

#### 275 lb
| Lp. | Zawodnik      | Szkoła              |
| --- | ------------- | ------------------- |
| 1.  | Kurt Angle    | Clarion             |
| 2.  | Greg Haladay  | Penn State          |
| 3.  | Jon Llewellyn | Illinois            |
| 4.  | David Jones   | Cal State–Fullerton |
| 5.  | Brett Bourne  | Navy                |
| 6.  | Kirk Mammen   | Oklahoma State      |
| 7.  | Joe Malacek   | Nebraska            |
| 8.  | Eric Schultz  | Ohio State          |